# Ancistrocladus heyneanus
Ancistrocladus heyneanus är en tvåhjärtbladig växtart som beskrevs av Nathaniel Wallich och John Graham. Ancistrocladus heyneanus ingår i släktet Ancistrocladus och familjen Ancistrocladaceae. Inga underarter finns listade i Catalogue of Life.

## Bildgalleri

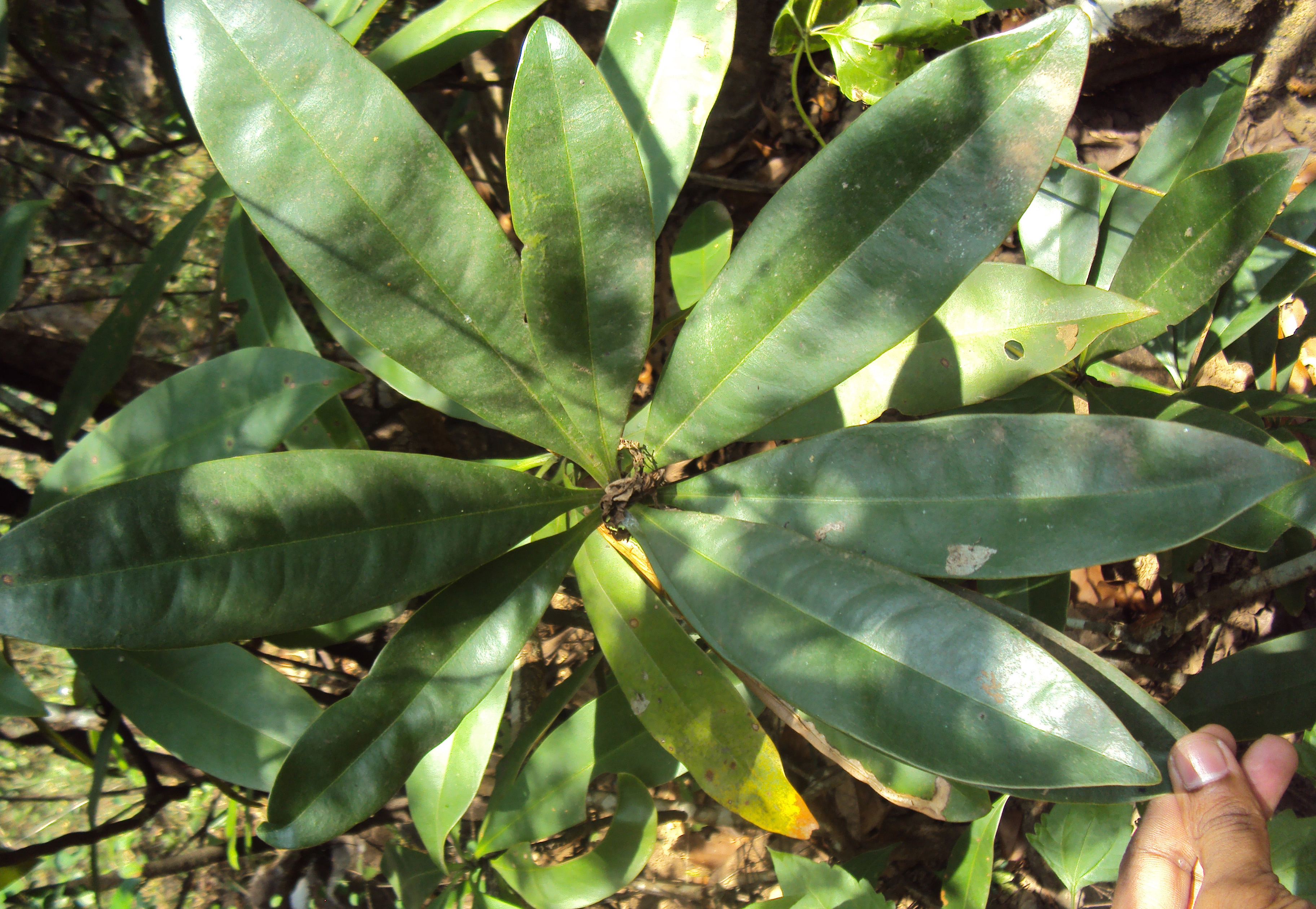
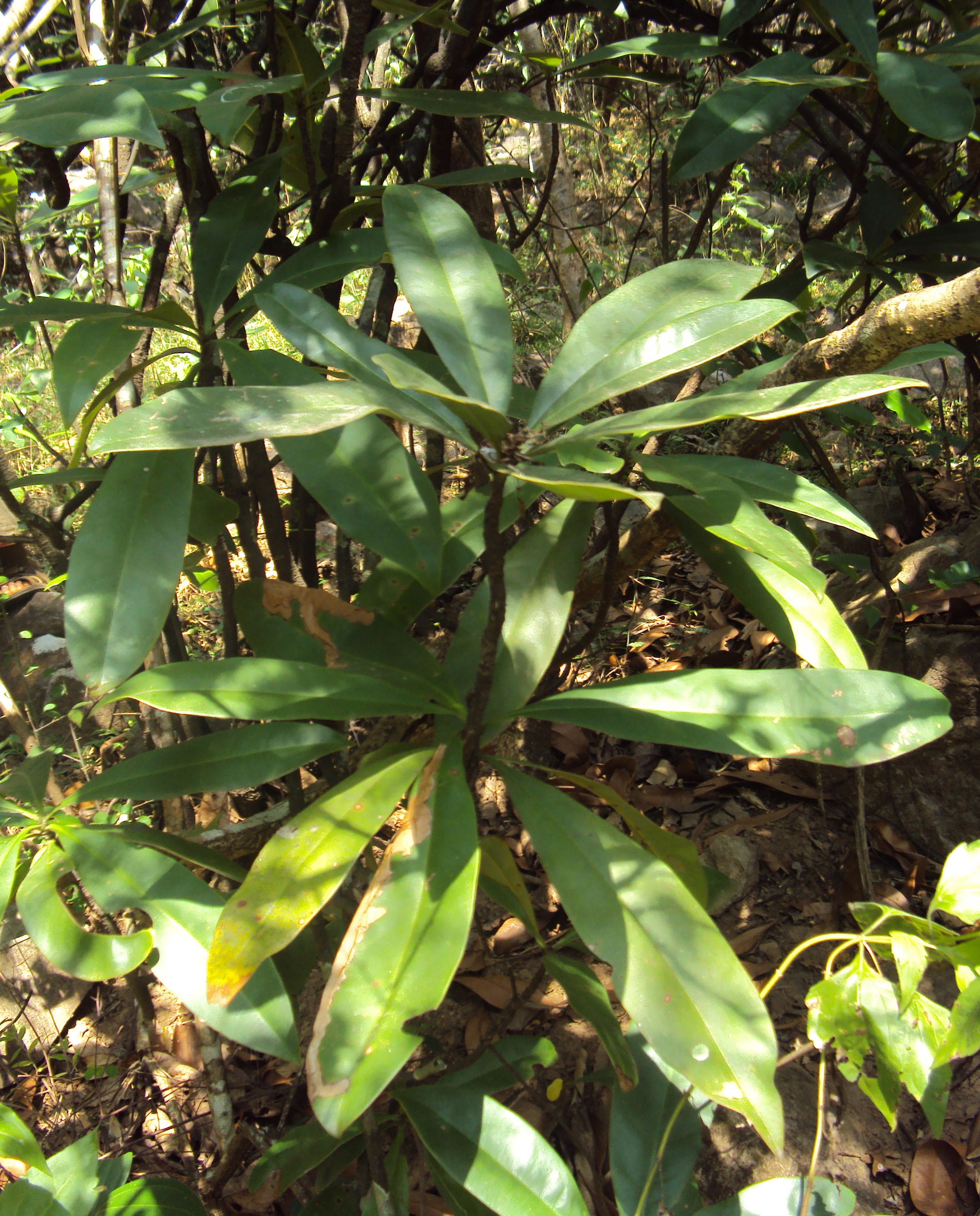
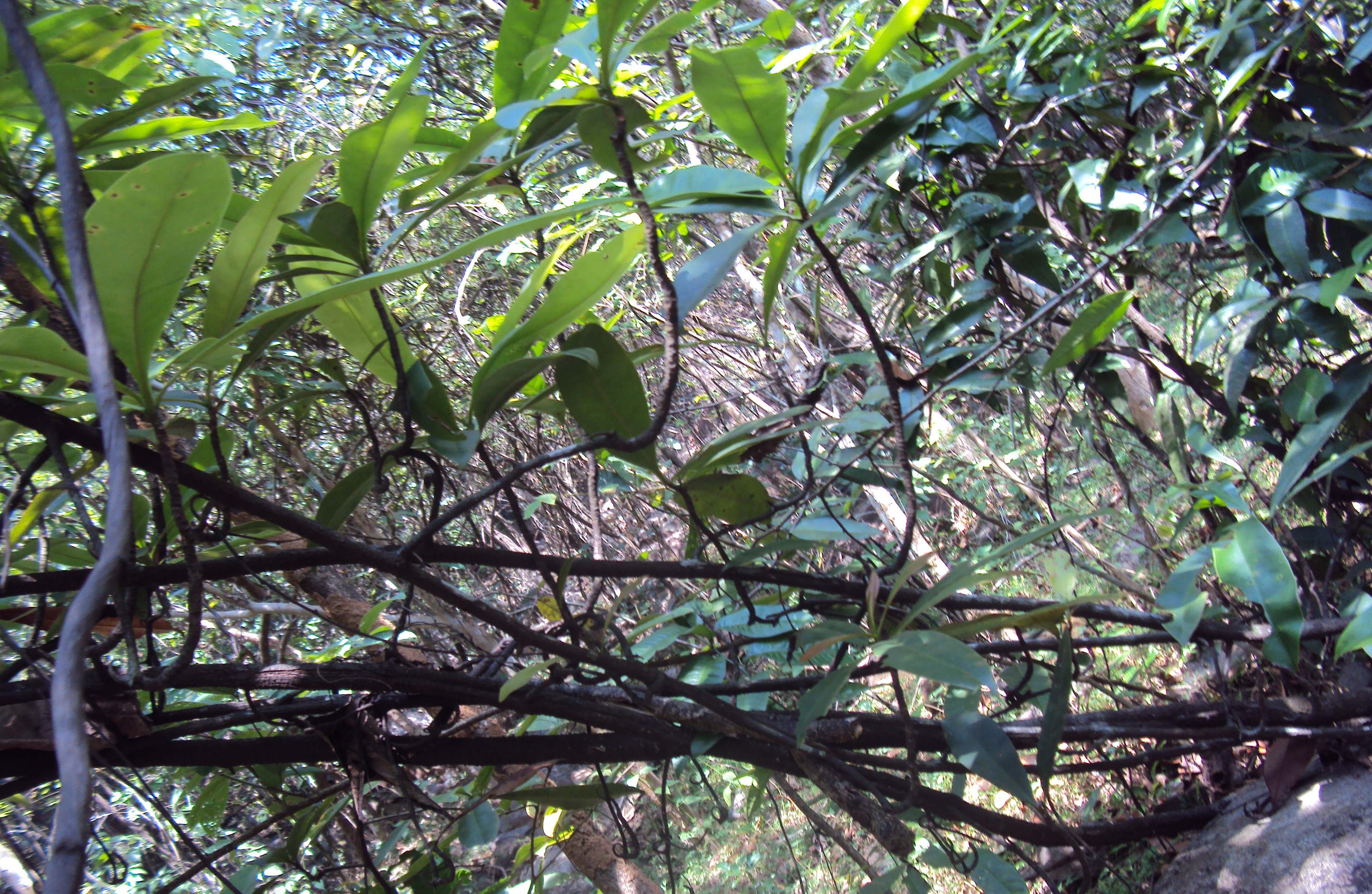
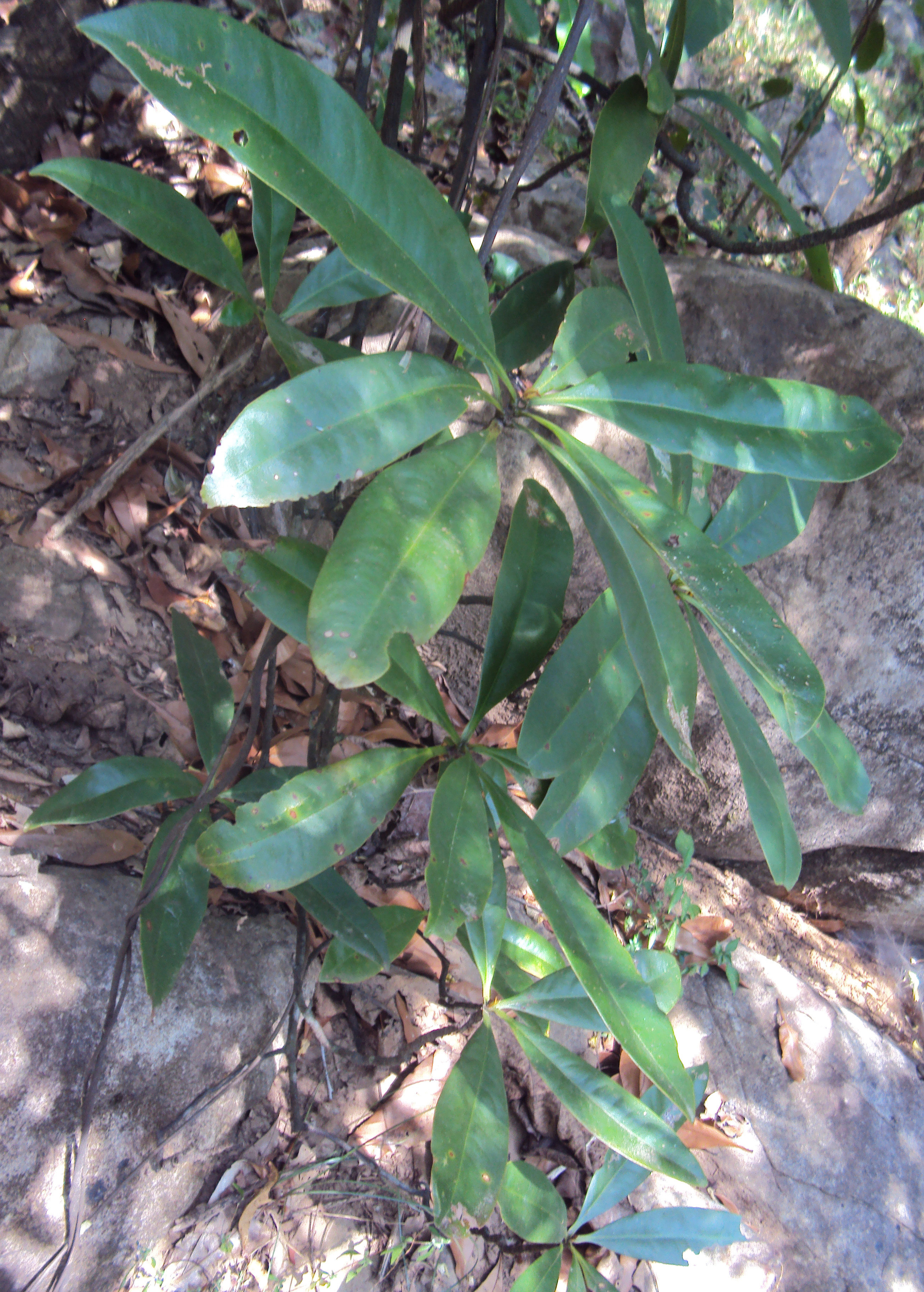
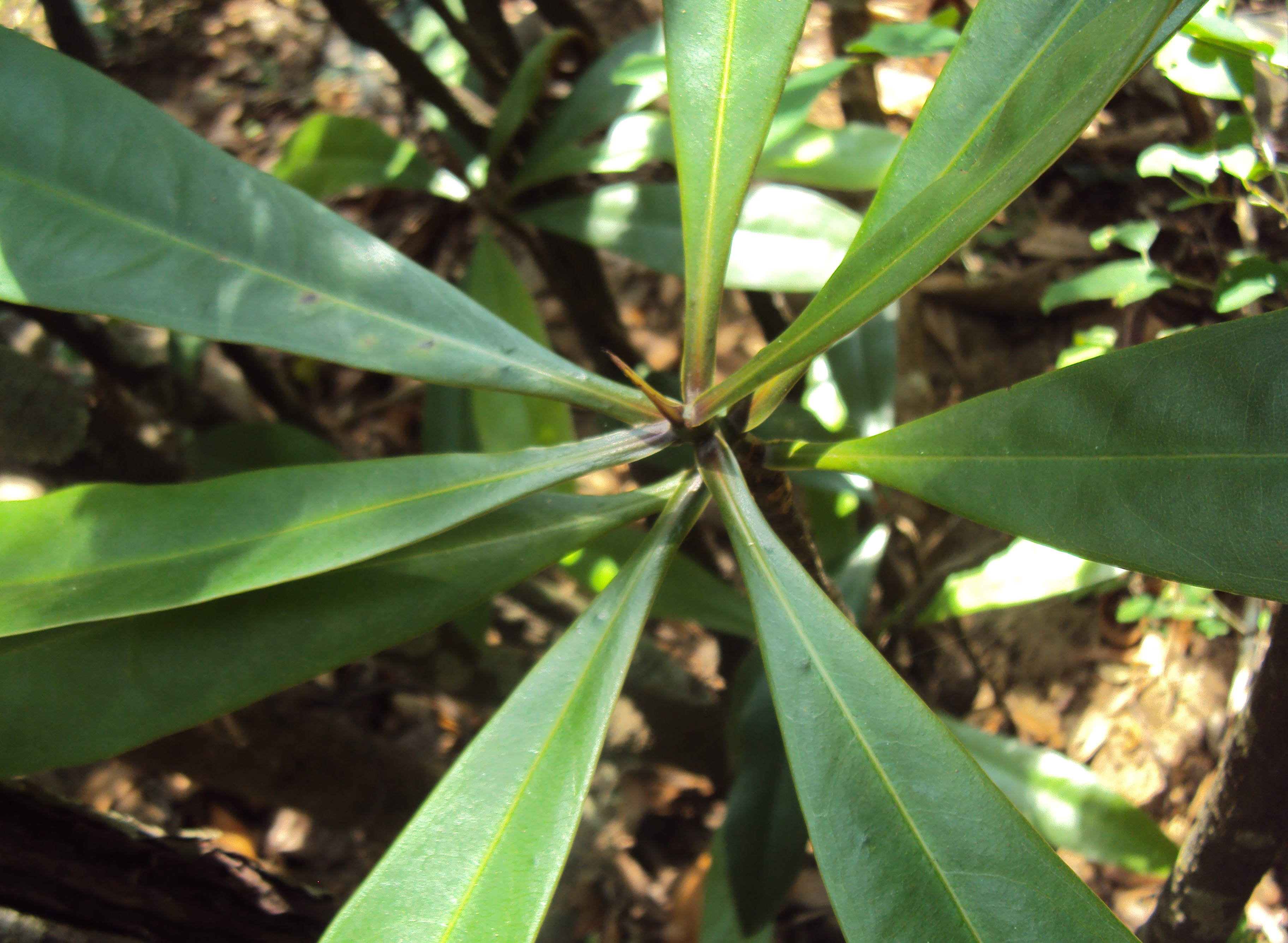
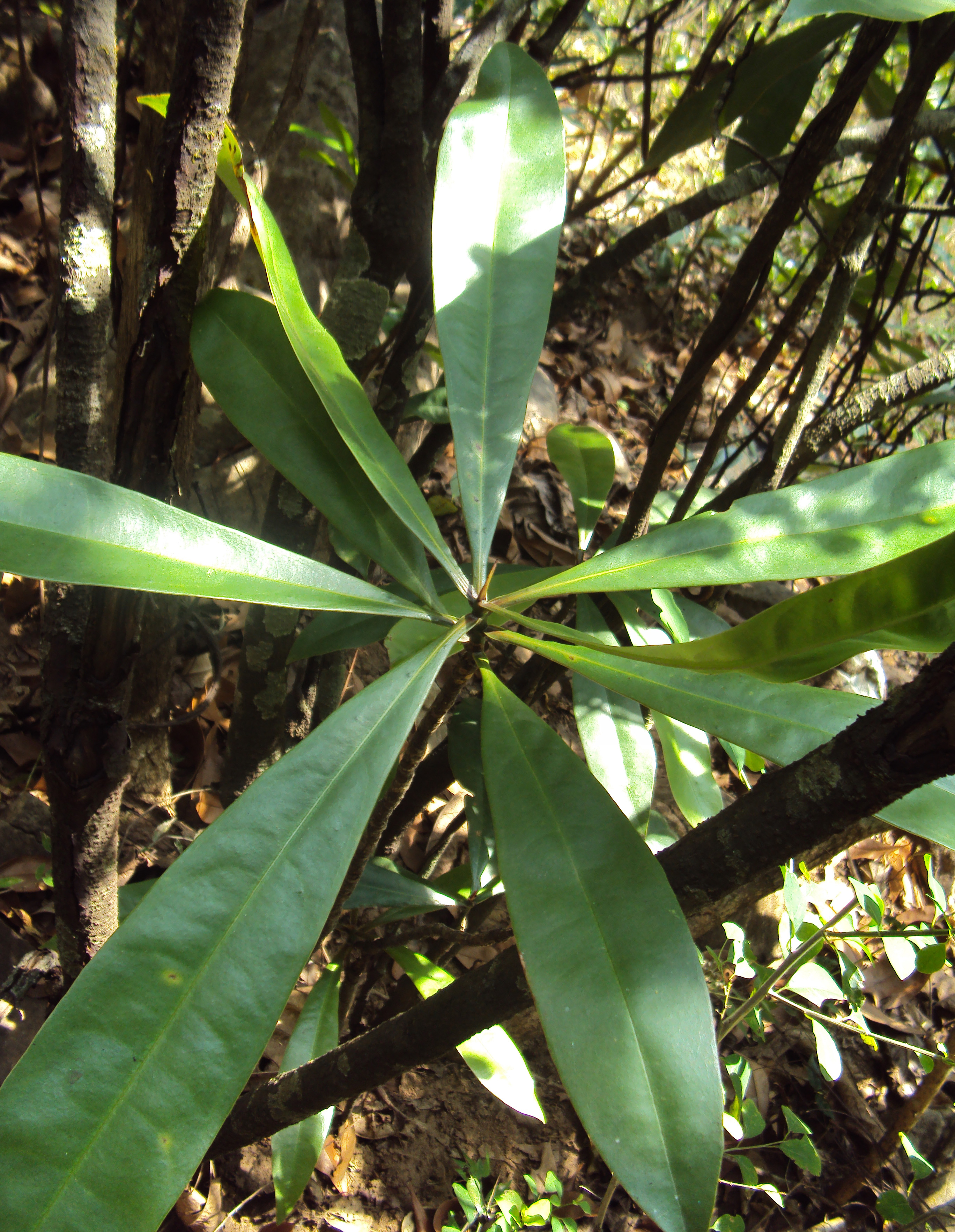